# Lei Peifan
Lei Peifan (chiń. 雷佩凡; ur. 31 maja 2003 w Ankang) – chiński zawodowy snookerzysta.

## Kariera
W maju 2019 Lei awansował do Touru z  Q School, otrzymując dwuletnią kartę do World Snooker Tour na sezony 2019/20 i 2020/21.
W marcu 2024, pokonując Australijczyka Vinniego Calabrese'a z 6-5, Lei wygrał turniej APSBF Asia Pacific Open Snooker Championship 2024 i zdobył kolejną dwuletnią kartę do World Snooker Tour, rozpoczynającą się od sezonu snookerowego 2024/25.
W grudniu 2024 wygrał swój pierwszy turniej rankingowy pokonując w finale Scottish Open 2024 swojego rodaka Wu Yize 9-5.

## Występy w turniejach w karierze
| Ranking                      | [ i ]         | 96            | [ ii ]        | 77            | [ i ]         | 31            |               |               |               |               |               |
| Turnieje rankingowe          |               |               |               |               |               |               |               |               |               |               |               |
| Championship League          | NR            | WD            | A             | RR            | RR            | 2R            |               |               |               |               |               |
| Saudi Arabia Snooker Masters | nie rozegrano | nie rozegrano | nie rozegrano | nie rozegrano | 5R            | 3R            |               |               |               |               |               |
| Wuhan Open                   | nie rozegrano | nie rozegrano | nie rozegrano | nie rozegrano | LQ            |               |               |               |               |               |               |
| English Open                 | 1R            | 2R            | WD            | 1R            | LQ            |               |               |               |               |               |               |
| British Open                 | nie rozegrano | nie rozegrano | 1R            | LQ            | LQ            |               |               |               |               |               |               |
| Xi'an Grand Prix             | nie rozegrano | nie rozegrano | nie rozegrano | nie rozegrano | LQ            |               |               |               |               |               |               |
| Northern Ireland Open        | 2R            | 1R            | LQ            | LQ            | 3R            |               |               |               |               |               |               |
| International Championship   | LQ            | nie rozegrano | nie rozegrano | nie rozegrano | LQ            |               |               |               |               |               |               |
| UK Championship              | 1R            | 1R            | 1R            | LQ            | 1R            |               |               |               |               |               |               |
| Shoot Out                    | 3R            | 1R            | 2R            | 1R            | 1R            |               |               |               |               |               |               |
| Scottish Open                | 1R            | 2R            | 2R            | LQ            | W             |               |               |               |               |               |               |
| German Masters               | LQ            | LQ            | LQ            | LQ            | LQ            |               |               |               |               |               |               |
| World Grand Prix             | DNQ           | DNQ           | DNQ           | DNQ           | 2R            |               |               |               |               |               |               |
| Players Championship         | DNQ           | DNQ           | DNQ           | DNQ           | 1R            |               |               |               |               |               |               |
| Welsh Open                   | 1R            | 1R            | LQ            | LQ            | LQ            |               |               |               |               |               |               |
| World Open                   | LQ            | nie rozegrano | nie rozegrano | nie rozegrano | 1R            |               |               |               |               |               |               |
| Tour Championship            | DNQ           | DNQ           | DNQ           | DNQ           | DNQ           |               |               |               |               |               |               |
| mistrzostwa świata           | A             | LQ            | LQ            | LQ            | 2R            |               |               |               |               |               |               |
| Turnieje nierankingowe       |               |               |               |               |               |               |               |               |               |               |               |
| Shanghai Masters             | A             | A             | A             | A             | A             | 1R            |               |               |               |               |               |
| Dawne turnieje rankingowe    |               |               |               |               |               |               |               |               |               |               |               |
| Riga Masters                 | LQ            | nie rozegrano | nie rozegrano | nie rozegrano | nie rozegrano | nie rozegrano | nie rozegrano | nie rozegrano | nie rozegrano | nie rozegrano | nie rozegrano |
| China Championship           | LQ            | nie rozegrano | nie rozegrano | nie rozegrano | nie rozegrano | nie rozegrano | nie rozegrano | nie rozegrano | nie rozegrano | nie rozegrano | nie rozegrano |
| WST Pro Series               | NH            | RR            | nie rozegrano | nie rozegrano | nie rozegrano | nie rozegrano |               |               |               |               |               |
| Turkish Masters              | nie rozegrano | nie rozegrano | LQ            | nie rozegrano | nie rozegrano | nie rozegrano |               |               |               |               |               |
| Gibraltar Open               | 2R            | 3R            | 1R            | nie rozegrano | nie rozegrano | nie rozegrano |               |               |               |               |               |
| European Masters             | LQ            | 1R            | LQ            | WD            | nie rozegrano | nie rozegrano |               |               |               |               |               |
| WST Classic                  | nie rozegrano | nie rozegrano | nie rozegrano | 1R            | nie rozegrano | nie rozegrano |               |               |               |               |               |
| Dawne turnieje nierankingowe |               |               |               |               |               |               |               |               |               |               |               |
| Six-red World Championship   | A             | nie rozegrano | nie rozegrano | LQ            | nie rozegrano | nie rozegrano |               |               |               |               |               |

| Legenda tabeli wyników              | Legenda tabeli wyników       | Legenda tabeli wyników                     | Legenda tabeli wyników                                                              | Legenda tabeli wyników                     | Legenda tabeli wyników                     |
| ----------------------------------- | ---------------------------- | ------------------------------------------ | ----------------------------------------------------------------------------------- | ------------------------------------------ | ------------------------------------------ |
| LQ                                  | odpadnięcie w kwalifikacjach | #R                                         | odpadnięcie we wczesnej fazie turnieju (WR = runda dzikich kart, RR = faza grupowa) | QF                                         | przegrana w ćwierćfinale                   |
| SF                                  | przegrana w półfinale        | F                                          | przegrana w finale                                                                  | W                                          | zwycięstwo                                 |
| DNQ                                 | nie zakwalifikował/a się     | A                                          | nie brał/a udziału                                                                  | WD                                         | zrezygnował/a w trakcie turnieju           |
| Legenda oznaczeń w tabelach wyników |                              |                                            |                                                                                     |                                            |                                            |
| NH / Nie roz.                       | NH / Nie roz.                | Turniej nie odbył się.                     | Turniej nie odbył się.                                                              | Turniej nie odbył się.                     | Turniej nie odbył się.                     |
| NR / Nie-rank.                      | NR / Nie-rank.               | Turniej nie był zaliczany jako rankingowy. | Turniej nie był zaliczany jako rankingowy.                                          | Turniej nie był zaliczany jako rankingowy. | Turniej nie był zaliczany jako rankingowy. |
| R / Rank.                           | R / Rank.                    | Turniej był zaliczany jako rankingowy.     | Turniej był zaliczany jako rankingowy.                                              | Turniej był zaliczany jako rankingowy.     | Turniej był zaliczany jako rankingowy.     |
| MR / Minor-Rank.                    | MR / Minor-Rank.             | Turniej był zaliczany jako minor ranking.  | Turniej był zaliczany jako minor ranking.                                           | Turniej był zaliczany jako minor ranking.  | Turniej był zaliczany jako minor ranking.  |

1. 1 2  Nowi gracze w Tourze nie mają rankingu.
2. ↑  Gracze zakwalifikowani przez Q School rozpoczynają sezon bez rankingu.

## Finały kariery

### Finały rankingowe 1 (1-0)
| Rezultat  |    | Rok  | Turniej       | Przeciwnik | Wynik |
| --------- | -- | ---- | ------------- | ---------- | ----- |
| Zwycięzca | 1. | 2024 | Scottish Open | Wu Yize    | 9–5   |

### Finały amatorskie: 4 (2 tytuły)
| Rezultat  |    | Rok  | Turniej                                      | Przeciwnik             | Wynik |
| --------- | -- | ---- | -------------------------------------------- | ---------------------- | ----- |
| Finalista | 1. | 2017 | Mistrzostwa Świata U-18                      | Muhammad Naseem Akhtar | 3–5   |
| Finalista | 2. | 2018 | Mistrzostwa Świata U-18                      | He Guoqiang            | 4–5   |
| Zwycięzca | 1. | 2024 | Mistrzostwa Azji i Pacyfiku U-21 w snookerze | Jayden Dinga           | 5–3   |
| Zwycięzca | 2. | 2024 | Mistrzostwa Azji i Pacyfiku w Snookerze      | Vinnie Calabrese       | 6–5   |